# Heygendorf
Heygendorf är en ortsteil i staden Artern i Kyffhäuserkreis i förbundslandet Thüringen i Tyskland. Heygendorf var en kommun fram till den 1 januari 2019 när den uppgick i Artern. Heygendorf hade 536 invånare 2018.